# Bellevue (Texas)
Bellevue é uma cidade localizada no estado norte-americano do Texas, no Condado de Clay.

## Demografia
Segundo o censo norte-americano de 2000, a sua população era de 386 habitantes. 
Em 2006, foi estimada uma população de 385, um decréscimo de 1 (-0.3%).

## Geografia
De acordo com o United States Census Bureau tem uma área de 
2,2 km², dos quais 2,2 km² cobertos por terra e 0,0 km² cobertos por água.

## Localidades na vizinhança
O diagrama seguinte representa as localidades num raio de 32 km ao redor de Bellevue. 